# Komet Hyakutake
Komet Hyakutake ali C/1996 B2 je komet, ki ga je 31. januarja 1996 odkril japonski ljubiteljski astronom Yuji Hyakutake (1950 -2002).

## Odkritje
Komet je odkril Yuji Hyakutake 31. januarja 1996 , ki je bil ljubiteljski astronom iz južne Japonske .
Hyakutake je iskal komete že nekaj let in se je zaradi temnih noči preselil v prefekturo Kagošimo. V času odkritja je uporabljal več binokularjev z 152 mm lečami v objektivu 
V resnici je bil to drugi odkriti komet Hyakutake. Nekaj tednov prej je odkril komet C/1995 Y1 
Ko je opazoval okolico mesta, kjer naj bi bil prvi komet (nikoli ni bil viden s prostim očesom), je našel drugi komet skoraj na istem mestu kot je bil prej prvi. Takoj naslednje jutro je o najdbi poročal Nacionalnemu astronomskemu observatoriju Japonske .
Istega dne so odkritje potrdili tudi drugi neodvisni opazovalci.

V času odkritja je imel komet magnitudo 11,0, njegov rep pa se je raztezal 2,5′ daleč. Komet je bil okoli 2 a.e. od Sonca .
Pozneje so na fotografskih posnetkih, narejenih 1. januarja opazili ta komet, ko je bil še 2,4 a.e. od Sonca in je imel magnitudo 13,3.

## Tirnica
Ko so naredili prve izračune tirnice, so ugotovili, da bo mimo Zemlje letel na razdalji 0,1 a.e. 25. marca .
Samo štirje kometi so se v prejšnjem stoletju gibali bliže Zemlji .
Iz tega se je takoj videlo, da bo komet nekaj posebnega. 

Tirnica je tudi kazala, da je bil komet v notranjem delu Osončja pred 17.000 leti. Zaradi tega se je vedelo, da to ne bo njegov prvi prihod iz Oortovega oblaka, kjer je izvor dolgoperiodičnih kometov.
V času gibanja blizu Zemlje je bil komet viden cele noči na severni polobli. Navidezno se je gibal tudi blizu Severnice.  

## Lastnosti
Komet Hyakutake prištevamo med Velike komete, zato ga nekateri imenujejo kar Veliki komet iz leta 1996. Gibal se je zelo blizu Zemlje, verjetno se je Zemlji od vseh kometov v zadnjih 200 letih najbolj približal. Bil je zelo lepo viden na nebu. Komet Hyakutake spada med dolgoperiodične komete. Pred zadnjih prehodom Osončja je bila njegoba obhodna doba okoli 17.000 let. Težnostni vplivi velikih planetov pa so obhodno dobo povečali na okoli 100.000 let.

Opazovanja kometa so prinesla precej novih znanstvenih odkritij. Prvo pomembno odkritje je bilo sevanje rentgenskih žarkov. Verjetno nastanejo zaradi interakcije ionoziranih delcev iz Sončevega vetra in nevtralnih atomov v komi. Vesoljska ladja Ulysses je nepričakovano prečkala kometov rep na razdalji več kot 500 milijonov km od jedra. 
Jedro kometa ima premer 4,2 km .
Okoli svoje osi se zavrti v 6 urah.
Komet Hyakutake je obiskal notranji del Osončja pred približno 17000 leti. Vpliv velikih planetov je njegov obisk leta 1996 zelo spremenilo. Predvidevajo, da se ne bo vrnil prej kot v 72.000  do 114.000 letih 

## Pot kometa blizu Zemlje
Komet je postal viden za opazovanja s prostim očesom v začetku marca 1996. V sredini marca je svetil z magnitudo 4, njegov rep pa je bil dolg 5°. Ko se je približeval Zemlji, je postajal svetlejši. 24. marca je bil že med najsvetlejšini telesi na nebu. Njegov rep je takrat meril 35°, barva pa je bila zelenomodra .
Zemlji je bil najbliže 25. marca. Po nebu se je gibal tako hitro, da se je lahko opazilo premikanje glede na zvezde v samo nekaj minutah. Vsakih 30 minut se je premaknil za velikost polne Lune (polovica stopinje). Opazovalci so ocenjevali, da je imel magnitudo okoli 0, njegov rep pa je bil dolg 80° .
Njegova koma je bila blizu zenita za opazovalce na srednjih severnih zemljepisnih širinah, merila pa je 1,5 do 2°, kar je štirikrat več kot polna Luna .
Za prosto oko je bila glava kometa zelena, kar kaže na sevanje dvoatomskega ogljika (C2). Ker je bil komet zelo svetel samo nekaj dni, njegov pojav na široke množice ni naredil posebnega vtisa. V Evropi pa so bile v tistem času za opazovanje tudi zelo neugodne vremenske razmere .

## Prehod prisončja
Po približevanju Zemlji je njegova magnitude padla na 2. Prisončje je dosegel 1. maja 1996, ko se je njegova magnituda povečala in je razvil velik rep. V tem času je bil zelo blizu Sonca in ga je bilo težje opazovati. Opazoval pa ga je satelit SOHO, ki je zaznal močan masni izbruh iz korone približno v istem času. V prisončju je bila oddaljenost od Sonca 0,23 a.e., kar je znotraj tirnice Merkurja .
Po prehodu prisončja se je njegova svetlost hitro zmanjševala. Koncem maja se ni več videl s prostim očesom. Zadnja opazovanja so bila opravljena 2. novembra

## Prehod skozi rep
Vesoljska ladja Ulysses je nepričakovano letela skozi rep kometa 1. maja 1996. To so ugotovili šele leta 1998. Strokovnjaki so opazili, da so naprave zaznale močan padec števila protonov in spremembo smeri in jakosti lokalnega magnetnega polja. To je pomenilo, da je vesoljska ladja prečkala rep kometa, kar so ugotovili šele v poznejših analizah podatkov.
Leta 2000 sta dve skupini strokovnjakov analizirali isti pojav. Skupina, ki je analizirala delovanje magnetometra, je opazila spremembo smeri magnetnega polja, kar bi lahko povzročili ioni iz kometovega repa. Ugotovili so, da je komet Hyakutake prečkal tirnico vesoljske ladje 23. aprila 1996. V tem času je bil Komet že 500 milijonov kilometrov daleč. Sončev veter je imel hitrost 750 km/s, kar bi zahtevalo samo 8 dni, da bi delci iz repa prišli na mesto, kjer je bila vesoljska ladja. Druga skupina, ki je delala na podatkih, ki jih je dal spektrometer ionske sestave, je v tem času našla nenaden skok števila ioniziranih delcev. Relativna količina kemijskih elementov, ki so jih zaznali, je odgovarjala  kometu 
Na osnovi podatkov iz vesoljske ladje Ulysses so ocenili, da je bil rep kometa dolj najmanj 570 milijonov km, kar je 3,8 a.e.. To pa je skoraj dvakrat toliko kot do takrat najdaljši rep Velikega kometa iz leta 1843, ki je bil dolg 2,2 a.e.

## Sestava kometa
Opazili so, da se v kometu nahaja etan in metan. To je bilo prvič, da so katerega od teh dveh plinov zaznali v kometu. Količina metana in etana je bila približno enaka. To kaže na to, da je njun led nastal v medzvezdnem prostoru, daleč od Sonca. Led na kometu je nastal pri temperatudi 20K ali manj. To pa pomeni, da je led nastajal v medzvezdnem oblaku, ki je bil gostejši, kot je to običajno .
Količino devterija v kometovem vodnem ledu so določali s pomočjo spektroskopskih opazovanj .
Ugotovili so, da je razmerje devterija proti vodiku okoli 3 × 10-4, kar lahko primerjamo z razmerjem v oceanich, ki je okoli 1,5 × 10-4. Predpostavljali so, da velik del vode na Zemlji izhaja iz kometov. Vendar visoko razmerje teh dveh izotopov privede do tega, da je ta teorija problematična.

## Sevanje žarkov X
Eden izmed velikih presenečenj pri prehodu kometa Hyakutake skozi notranji del Osončja je bilo odkritje, da komet seva tudi X žarke (rentgenski žarki). To so opazili s pomočjo satelita ROSAT .
Sevanje rentgenskih žarkov na kometu so opazili prvič. Pozneje so ugotovili, da vsak komet seva te vrste žarkov.
Vzroka nastanka X žarkov na kometu je kombinacija dveh procesov. Prvi proces je verjetno interakcija med visokoenergijskimi delci iz sončevega vetra in snovjo, ki izhlapeva iz jedra.
Drugi vzrok je verjetno odboj sončevih X žarkov. Takšen odboj se vidi tudi na drugih nebesnih telesih (npr. Luna). Preprosti izračun pa pokaže, da tudi največja odbojnost ne more razložiti celotnega sevanja X žarkov na kometu Hyakutake. Opazovanja kometa C/1999 S4 (LINEAR) s pomočjo satelita Chandra so ugotovili, da je glavni vir nastanka X žarkov na kometu izmenjava nabojev pri trkih med visoko nabitimi atomi ogljika, kisika in dušika v Sončevem vetru z nevtralnimi molekulami vode, kisika in vodika v komi kometa.

## Velikost jedra kometa
Opazovanja z radarjem na Observatoriju Arecibo so pokazala, da je jedro kometa obdano s skupino drobnih delcev, ki so bili izvrženi s površine s hitrostjo nekaj metrov v sekundi. Te ugotovitve se dobro ujemajo z ocenami, ki so jih dobili pri opazovanjih v infrardečem in radijskem sevanju .
Jedro kometa je izredno majhno (primer: Halleyjev komet ima premer 11 km 
Komet Hale-Bopp pa 60 km )
To pomeni, da je moral biti komet Hyakutake zelo aktiven, da je lahko bil tako svetel. Večina kometov izhlapeva samo na nekaterih delih površine, komet Hyakutake pa je verjetno bil aktiven po celotni površini. Stopnja izvrženega prahu je bila okoli 2 × 103 kg/s v začetku marca, narasla pa je na 3 × 104 kg/s, ko je bil komet v prisončju. V istem času se je hitrost izvrženih delcev povečala od 50 m/s na 500 m/s.
Opazovanje izvrženih delcev je omogočilo tudi določiti vrtilno dobo kometa, ki so jo ocenili na okoli 6 ur.